# Rohove, Krasnohvardiiske
Rohove (în ucraineană Рогове) este un sat în comuna Krasnoznameanka din raionul Krasnohvardiiske, Republica Autonomă Crimeea, Ucraina.

## Demografie
Componența lingvistică a localității Rohove
     Tătară crimeeană (45,43%)
     Rusă (39,14%)
     Ucraineană (14,57%)
     Alte limbi (0,29%)
Conform recensământului din 2001, nu exista o limbă vorbită de majoritatea populației, aceasta fiind compusă din vorbitori de tătară crimeeană (45,43%), rusă (39,14%) și ucraineană (14,57%).